# 『Dancing☆Starプリキュア』The Stage
「『Dancing☆Starプリキュア』The Stage」（ダンシングスタープリキュア ザ・ステージ）は、2.5次元舞台作品及び、その公演の模様を収録したビデオ作品。2024年4月10日に第1弾、2025年6月25日に第2弾がそれぞれBlu-rayとDVDで発売。発売元はマーベラス。
東映アニメーション制作のテレビアニメ『プリキュアシリーズ』の舞台化作品として、第1弾は2023年10月に東京、11月に大阪で公演、
第2弾は「『Dancing☆Starプリキュア』The Stage2」のタイトルで2025年2月に東京、3月に京都で公演、第3弾は「『Dancing☆Starプリキュア』The Stage3」のタイトルで同年12月に東京と大阪で公演予定となっている。公式の略称は「ぼくプリ」。

## 概要
『プリキュアシリーズ』放送開始20周年を記念して制作される、シリーズ初の舞台化作品。2023年4月28日に制作が発表された。
これまでのシリーズ作品では、主に女子中学生が伝説の戦士プリキュアに変身し戦うというストーリー構成になっているが、この作品ではダンス部に所属する男子高校生のチームがプリキュアに変身するという初の試みとなる。このことに関してシリーズ初代プロデューサーで、本作品でもスーパーバイザーを務める東映アニメーションの鷲尾天は「前々から舞台をやりたいとは思っていた。小さい頃、プリキュアを見ていて、応援してくださった方たちが大人になり、その方たちが集まれる場所とは？と考えていた。舞台化のアイデアをスタッフやファンに話しても反応が薄かったが、ある時、男子プリキュアたちが主役の舞台は？と言ってみたら、急に大きなリアクションがあった」と語るとともに、これまでシリーズが掲げてきた「既存概念の破壊とそこからの創造」、そして「プリキュアらしさを継承しながらのイメージの再構築」をポイントとして挙げている。
脚本・演出は演劇ユニット「空想組曲」主宰で、2.5次元舞台を多く手掛けているほさかようが務める。ほさかは「男の子がプリキュアをやるということに、今までのファンの方は戸惑うだろうなと不安を感じていたのですが、鷲尾さんに「それでいいんです」と言われて。毎回ファンが驚くものを作ってきた文化がプリキュアだと。そう考えてみると、今は過渡期とはいえ「男の子だってプリキュアになりたい」と言える時代になってきていると思いますし、「男の子がプリキュアになった世界」を突き詰めていけば、きっと(ファンの方も)ついてきてくれると思います」と語っている。
また本作品は動画配信サービスU-NEXTにて独占ライブ配信を実施、全景映像・スイッチング映像の昼夜2公演となっており、終演後には出演者による特典映像のほか、期間限定のアーカイブ配信も実施される。
2025年2月・3月には本作品の第2弾が公演、あわせて2024年4月5日よりメインテーマソング「Do the Dancing☆Starプリキュア」のダウンロード配信（後述参照）も開始され、InstagramやTikTokへ本楽曲の音源を使用しての投稿も可能となった。2025年12月には第3弾公演が予定されている。

## ストーリー
ダンスが好きで特技とする煌星高等学校（きらぼしこうとうがっこう）2年生の星河楽は、憧れのダンス部で全国大会優勝を夢みていた。ある日レギュラー選抜テストに向かう途中、奇妙な服装の青年パドドゥとうつろな目をしたスーツの男に出会う。男は突如不気味な音楽にあわせてリズムを取りながら姿を変えて楽に襲いかかってくるが、パドドゥの持つ「ステラブレス」が輝き出し、光に包まれた楽はキュアトップに変身し戦うことになる。
男を撃退した後、楽はパドドゥから先程の男が闇のリズムに囚われた人々が変えられた怪人「イビルダンサー」である事、イビルダンサーを浄化して「ハートビートジュエル」を集めることで、どんな願いも叶えられる「希望のスコア」を完成させるのがプリキュアの使命である事を知らされるのだった。

## 登場人物

### プリキュア
星河 楽（ほしかわ がく） / キュアトップ
演 - 田村升吾
主人公。煌星高等学校2年生。8月12日生まれ、身長170cm、血液型B型、得意科目は体育、苦手科目は数学、好きなものはチーズ、苦手なものは整理整頓。
非常に前向きで楽しい事が大好きな性格。ダンス部所属、趣味・特技共にダンスという根っからのダンス好きで、主にヒップホップを好んで踊る。
変身時の名乗りは「胸に高鳴れ、希望のビート！キュアトップ！」。
夏目 颯斗（なつめ はやと） / キュアロック
演 - 滝澤諒
煌星高等学校2年生。5月10日生まれ、身長174cm、血液型A型、得意科目は数学、苦手科目は現代文、好きなものはレコード屋巡り、苦手なものは絶叫マシン。
ダンス部所属、楽とは幼馴染でクラスメイト。一歩引いた位置で物事や人を見つめ、支える性格。部長の爽々奈に憧れている。ロックダンスを踊りこなし、中学生の頃は天才ダンサーと呼ばれていた。1年生時のレギュラー選抜テストに落ちて以来、楽と練習に励むが、自分のダンスに自信が持てなくなっている。
変身時の名乗りは「心に弾けろ、情熱のムーブ！キュアロック！」。
月宮 爽々奈（つきみや ささな） / キュアソウル
演 - 森田桐矢
煌星高等学校3年生。4月27日生まれ、身長180cm、血液型AB型、得意科目は英語、苦手科目は地理、好きなものは 自分が愛しているもの全部、苦手なものは秘密。
ダンス部部長。ソウルダンスを主に踊る。茶目っ気や色気を交えつつカリスマ性と包容力がある人気者だが、時には部長としての責任感を見せる。副部長の晃雅と信頼し合い、共に部を率いる。
変身時の名乗りは「魂に刻む、魅惑のステップ！キュアソウル！」。
天弦 晃雅（てんげん こうが） / キュアカグラ
演 - 寺坂頼我
煌星高等学校3年生。6月8日生まれ、身長175cm、血液型O型、得意科目は日本史、苦手科目は世界史、好きなものは筋トレ、苦手なものは虫。
ダンス部副部長。部長の爽々奈とは対照的に厳格な性格だが、内には仲間思いな一面を秘める。ダンス部を退部した舞人の事を気にかけている。この地域では有名な天弦神社が実家で、幼い頃は独特の習わしに苦労していたこともある。こうした家の関係もあり、神楽を元にしたダンスを得意とする。
変身時の名乗りは「穢れを祓う、聖なるライブ！キュアカグラ！」。
黒瀬 舞人（くろせ まいと） / キュアブレイク
演 - 小辻庵
煌星高等学校1年生。1月17日生まれ、身長168cm、血液型O型、得意科目は化学、苦手科目は現代社会、好きなものは猫、苦手なものはうるさい人。
ブレイクダンスを得意とする天才肌で、ダンス部に在籍していたが、ある一件が元で現在は辞めている。他人に対して中々素直になれない性格。中学時代の颯斗を知っている。
変身時の名乗りは「闇を切り裂く、華麗なトリック！キュアブレイク！」。

### 妖精
パドドゥ
演 - 和合真一
絶望から世界を救うため、希望の戦士プリキュアを救うためにやってきた妖精。怪人に追われていたところで楽に出会い、彼にプリキュアに変身する力を与える。人間の青年の姿に変身できる。妖精時には語尾に「～パド」「～ドゥ」を付けて話す。
誕生日・血液型ともに不明。身長は妖精時にはパンケーキ15段分、人間体では180cm。お菓子作りが得意で、好きなものはおやつを食べること、苦手なものは辛いもの。

### その他の登場人物

#### 第1弾
鈴ノ木 蛍（すずのき けい）
演 - 平松來馬
煌星高等学校1年生。10月11日生まれ、身長164cm、血液型B型、得意科目は数学、苦手科目は英語、好きなものはキャラクターグッズ収集、苦手なものはホラー映画
バスケ部所属。充とは親友で、舞人のクラスメイト。
内海 充（うつみ みつる）
演 - TAISEI（G.U.M）
煌星高等学校1年生。12月15日生まれ、身長175cm、血液型O型、得意科目は生物、苦手科目は物理、好きなものは映画を見ること、苦手なものは納豆。
バスケ部所属。蛍とは親友で、舞人のクラスメイト。ある日、事故に巻き込まれケガをし、入院している。
室井 一帆（むろい かずほ）
演 - 伊藤裕一
ダンス部の新しい顧問で、かつては一流のダンサーだった。煌星高等学校の社会科教師としても赴任する。12月30日生まれ、身長178cm、血液型A型、好きなものは喫茶店で読書する時間、苦手なものは人の多い場所。
ステラダンサーズ
演 - 大澤信児、川北和郁、大津夕陽、大津朝陽、安久真修、高橋陸人、Kodai Harada、平井颯太

#### 第2弾
姫沼 のばら（ひめぬま のばら）
演 - 鳳翔大
満天星高校ダンス部の顧問。11月10日生まれ、身長175cm、血液型AB型。
音切 百合夜（おとぎり ゆりや）
演 - 安藤夢叶
満天星高等学校2年生で同校ダンス部部員。8月17日生まれ、身長176cm、血液型A型。
弟と共にヴォーグダンスを踊るべく練習に励んでいる。
音切 眠（おとぎり ねむ）
演 - 梶田拓希
満天星高等学校1年生で同校ダンス部部員。百合夜とは同じ誕生日だが1歳下。身長181cm、血液型A型。
天弦 総一郎（てんげん そういちろう）
演 - 川久保拓司
晃雅の父で、天弦神社の宮司を務める。6月30日生まれ、身長180cm、血液型O型。
ステラダンサーズ
演 -大澤信児、壁、川北和郁、Daikichi、安久真修、KESO、HARUYOSHI、平井颯太

#### 第3弾
下記のほか、第1弾から室井が登場、第2弾から音切兄弟が映像で登場する。
朝吹 太踊（あさぶき たいよう）
演 - 高橋祐理
クラウン
演 - 中河内雅貴
ステラダンサーズ
演 - 川北和郁 / Daikichi / 山﨑類 / 入江二千翔 / 高梁玲次 / HARUYOSHI / 平井颯太 / Haruto

## 楽曲

### Do the Dancing☆Starプリキュア
「Do the Dancing☆Starプリキュア」（ドゥ ザ ダンシングスタープリキュア）は、本作品のテーマソングとして制作された楽曲で、歌唱はキュアトップ（田村升吾）・キュアロック（滝澤諒）・キュアソウル（森田桐矢）・キュアカグラ（寺坂頼我）・キュアブレイク（小辻庵）のメインキャスト5人が担当している。配信シングルとして、マーベラスからダウンロード配信で2024年4月5日に発売された。
1. Do the Dancing☆Starプリキュア (3:16)[31]
（作詞：こだまさおり、作曲：楠瀬拓哉）
『Dancing☆Starプリキュア』The Stage メインテーマソング
2. Do the Dancing☆Starプリキュア(Instrumental) (3:16)[31]

### Believe Your Step!!
「Believe Your Step!!」（ビリーブ ユア ステップ!）は、第2弾公演に合わせて制作された楽曲。2025年1月26日にリリックビデオが公開された。前作同様メインキャストの歌唱で、作詞・作曲も引き続きこだまさおりと楠瀬拓哉が担当する。

### Stepping Up!!
「Stepping Up!!」（ステッピングアップ!!）は、第1弾公演の劇中曲として使用された楽曲で、前2曲同様メインキャスト5人の歌唱による。第3弾公演を記念して、配信シングルとして、マーベラスからダウンロード配信で2025年7月7日に発売された。
1. Stepping Up!! (2:38)[33]
（作詞・作曲：楠瀬拓哉）
『Dancing☆Starプリキュア』The Stage 第1弾公演劇中曲
2. Stepping Up!!(Instrumental) (2:38)[33]

## スタッフ
- 原作：東堂いづみ[14][4][24][34]
- スーパーバイザー：鷲尾天（東映アニメーション）[14][4][5][24][34]
- キャラクターデザイン：川村敏江[14][4][5][24][34]
- 脚本・演出：ほさかよう[14][4][5][24][34]
- 音楽：楠瀬拓哉（第1弾[14]）、藤田淳平（Elements Garden、第2弾・第3弾[24][35][34]）
- 振付：YOKO（HIGH-ENERGY[14][24]）、ぴすたちお[36][35]、Twiggz“JUN”（第3弾[34]）、GeN（第3弾[34]）
- 殺陣：六本木康弘（ジャパンアクションエンタープライズ）[14][24][34]
- 美術：乘峯雅寛[14][24][34][34]
- 照明：鈴木健司（ルポ）[14][24][34]
- 音響：遠藤宏志（第1弾[14]）、髙橋秀雄（第2弾・第3弾[24][34]）、水木さやか（アントラクト、第2弾[24]）、深澤大青（アントラクト、第3弾[34]）
- 映像：森すみれ[14][24][34]
- 衣裳：摩耶[14][24][34]
- ヘアメイク：Aki[14][24][34]
- 特殊造形：田中秀美（第1弾[14]）→平野雅史（第2弾・第3弾[24]）
- 人形デザイン：小川ちひろ（人形劇団ひとみ座）[36][35]
- 演出助手：千田阿紗子[14][24][34]
- 舞台監督：井上卓（第1弾[14]）、鈴木来美（DDR、第2弾[24][35]）、DDR（第3弾[34]）
- 宣伝美術：LT Graph[14][24][34]
- ロゴデザイン：栗原高明[14][24][34]
- グッズデザイン：樋口敬太[14][24][34]
- 宣伝写真：大柳玲於[14][24][34]
- 制作進行：S-SIZE（第1弾[14]）→杉田智彦（アズプロジェクト、第2弾・第3弾[24][34]）
- エグゼクティブプロデューサー：小川文平[36][35]、篠原智士[36][35]、西出将之[36][35]、柴田邦彦（第1弾[36]）→和田修治（第2弾[35]）
- チーフプロデューサー：鈴木克理[36][35]、松原一哲[36][35]、安井一成[36][35]、高橋知子[36][35]
- プロデューサー：並木愛実[36][35]、高木春菜[36][35]、加藤美穂子[36][35]、多田香奈子[36][35]、利根里佳（第1弾[36]）→富原大稀（第2弾[35]）
- 主催：マーベラス、東映アニメーション、ABCアニメーション、ADKエモーションズ[36][35]
- 製作：Dancing☆StarプリキュアThe Stage製作委員会

## 公演リスト

### 第1弾
- 東京公演
  - 品川プリンスホテル ステラボール：2023年10月28日 - 11月5日
- 大阪公演
  - サンケイホールブリーゼ：2023年11月10日 - 11月12日
- ライブ配信（U-NEXT）[10]
  - 本配信：2023年11月5日（全景映像：12時 - 、スイッチング映像：17時 - ）
  - 見逃し配信：全景・スイッチングいずれも本配信終了後に2023年11月12日23時59分まで1週間限定配信。
  - アーカイブ配信：2023年11月18日12時 - 12月1日23時59分

### 第2弾
- 東京公演
  - シアターH：2025年2月15日 - 2月23日[24]
- 京都公演
  - 京都劇場：2025年3月1日・3月2日[24]
- ライブ配信（U-NEXT）[11]
  - 本配信：2025年2月23日（全景映像：11時30分 - 、スイッチング映像：16時30分 - ）
  - 見逃し配信：全景・スイッチングいずれも本配信終了後に2025年3月2日23時59分まで1週間限定配信。
  - アーカイブ配信：2025年3月13日12時 - 26日23時59分

### 第3弾
- 東京公演
  - 天王洲 銀河劇場：2025年12月5日 - 14日[29]
- 大阪公演
  - COOL JAPAN PARK OSAKA TTホール：2025年12月19日 - 21日[29]

## リリース
第1弾・第2弾は前述の通りいずれもBlu-ray DiscまたはDVDの全2枚組で、発売元はマーベラス、販売元はアニメイトが担当。
第1弾・第2弾共通の収録内容は、映像特典として本編映像、稽古場・バックステージ等を含めたメイキング映像、千秋楽公演の映像を収録、封入特典としてブックレット、会場予約特典として変身前プリキュア集合ブロマイド（2L判）、さらにアニメイト特典としてBlu-ray/DVD発売記念イベントの応募抽選券をそれぞれ封入。
第1弾の映像特典は前述に加え日替わり映像、メインテーマ「Do the Dancing☆Starプリキュア」の全景映像、ミュージックビデオのアザー、オープニングミックスの計3バージョン、大阪公演で実施された大千秋楽のカーテンコール映像、ダンスプラクティス、未公開映像含めた「Stepping Up!!」をそれぞれ収録。
第2弾の映像特典は前述に加え東京公演で2025年2月23日に実施された千秋楽の映像をDisc 1に収録。また、封入特典も前述に加え初回限定封入特典として舞台写真のランダムブロマイド全10種（L判）が封入される。

## コラボレーション
プリキュアシリーズと同じく東映アニメーションが制作し2003年11月から2005年10月までテレビ朝日系列で放送された『ボボボーボ・ボーボボ』が、放送開始20周年を記念した本シリーズとのコラボレーション第2弾として、本作品のメインビジュアルをオマージュしたコラボビジュアルを公開、あわせてビジュアルを用いたオリジナルグッズの販売を行った。